# Caprella bidentata
Caprella bidentata is een vlokreeftensoort uit de familie van de Caprellidae. De wetenschappelijke naam van de soort is voor het eerst geldig gepubliceerd in 1947 door Utinomi.